# بیلیز هاربور (حوزه سرشماری) ویسکانسین
بیلیز هاربور (به انگلیسی: Baileys Harbor) یک منطقهٔ مسکونی در ایالات متحده آمریکا است که در شهرستان دور، ویسکانسین واقع شده‌است. بیلیز هاربور ۲۵۷ نفر جمعیت دارد و ۲۲۳٫۱۲ متر بالاتر از سطح دریا واقع شده‌است.